# Mackenyu
Mackenyu Maeda (前田 真剣佑 Maeda, Mackenyu?) (Los Ángeles, California, 16 de noviembre de 1996), conocido como Mackenyu, es un actor japonés. Es conocido por su participación en producciones como Over Drive (2018), Samurai X: El fin, y One Piece (2023).

## Biografía y carrera
Arata nació en Los Ángeles, California, de su padre, el actor y artista marcial Sonny Chiba y su madre, Tamami Chiba. Tiene un hermano menor, el actor Gordon Maeda y una media hermana mayor, la actriz Juri Manase. Su tío es el exactor Jirō Yabuki (también conocido como Jiro Chiba). Asistió a la Beverly Hills High School en el programa de colocación avanzada.
El 8 de agosto de 2015 se unió al elenco de la película Kamen Rider Drive: Surprise Future donde interpretó a Eiji Tomari, el Kamen Rider Dark Drive.
El 19 de marzo de 2016 se unió al elenco principal de la película Chihayafuru Part 1 (también conocida como "Chihayafuru: Kami no Ku") donde dio vida a Arata Wataya, un prestigioso y excelente competidor de karuta, que se enamora de Chihaya Ayase (Suzu Hirose) y cuyo sueño es convertirse en Meijing (el campeón de la división masculina del karuta en Japón). La película estuvo basada en el manga japonés "Chihayafuru".
El 29 de abril del mismo año volvió a interpretar a Arata durante a segunda parte de la película Chihayafuru Part 2 (también conocida como "Chihayafuru: Shimo no Ku").
El 20 de mayo de 2017 se unió al elenco de la película Peach Girl (ピーチガール) donde dio vida a Kazuya "Toji" Tojigamori, un estudiante y jugador de béisbol.
En enero de 2018 se unió al elenco principal de la serie Todome no Kiss (también conocida como "Kiss that Kills") donde interpretó a Takauji Namiki, un joven cuya vida se ve afectada por las acciones de Ōtarō Dōjima (Kento Yamazaki) y que hace todo lo posible por mantener a salvo a Mikoto Namiki (Yūko Araki), hasta el final de la serie el 11 de marzo del mismo año.
El 17 de marzo del mismo año se unió al elenco principal de la película Chihayafuru Part 3 (también conocida como "Chihayafuru: Musubi") donde volvió a dar vida a Arata Wataya.
Ese mismo mes se unió al elenco secundario de la película Pacific Rim: Uprising donde interpretó a Ryoichi, un cadete y piloto del jaeger "Saber Athena".
El 10 de enero de 2020 se unió al elenco principal de la película Kaiji: The Final Game donde dio vida a Minato Hirose. El 24 de enero del mismo año apareció en la película Our 30 Minute Sessions donde interpretó a Aki Miyata.
En 2021 se unió al elenco principal de la película Brave: Gunjō Senki donde dio vida a Aoi Nishino, un joven estudiante y miembro del club de tiro con arco de la escuela.

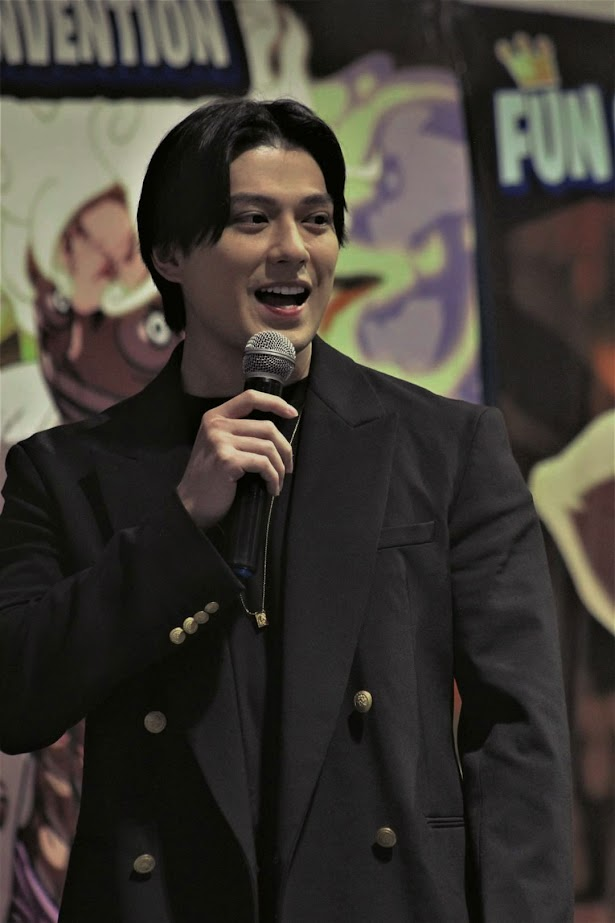
Actor Mackenyu Arata en una conferencia en la Fun Convention en la Ciudad de México en 2023

## Vida personal
Habla con fluidez inglés y japonés. Arata reside en la ciudad de Tokio desde 2014. En 2023, contrajo matrimonio con una mujer no relacionada al mundo del entretenimiento. Su nombre es desconocido.
En Japón es miembro de la agencia "TOP COAT", mientras que en Estados Unidos es miembro de "Asian Cinema Entertainment".

## Filmografía

### Series de televisión
| Año  | Título                                                                                   | Personaje              | Notas                                 |
| ---- | ---------------------------------------------------------------------------------------- | ---------------------- | ------------------------------------- |
| 2023 | One Piece                                                                                | Roronoa Zoro           | Papel principal                       |
| 2019 | Doki no Sakura                                                                           | Kijima Aoi             |                                       |
| 2019 | Two Homelands                                                                            | -                      |                                       |
| 2018 | Chihayafuru: Tsunagu                                                                     | Arata Wataya           | 5 episodios                           |
| 2018 | Todome no Parallel                                                                       | Takauji Namiki         |                                       |
| 2018 | Todome no Kiss                                                                           | Takauji Namiki         | 10 episodios                          |
| 2017 | ZAPS, Inc.                                                                               | Frankie                |                                       |
| 2017 | Detective Yugami (Keiji Yugami)                                                          | Kaitora Kappei         | ep. #6                                |
| 2017 | Fugitive Boys (Bokutachi ga Yarimashita)                                                 | Tetsuto Ichihashi      | 10 episodios                          |
| 2016 | When the Cherry Blossom Blooms                                                           | Ippei Takemiya         |                                       |
| 2016 | Graduation (Aogeba Toutoshi)                                                             | Ren Kitora             | 8 episodios                           |
| 2016 | I'll Probably Fall In Love With You Again Tomorrow (Ashita mo Kitto Kimi ni Koi wo Suru) | Shota                  | 4 episodios                           |
| 2016 | Sakura Blooms (Sakurasaku)                                                               | -                      | 4 episodios                           |
| 2016 | Tokumei Shikikan Goma Ayaka                                                              | Sargento de la Policía | 1 episodio                            |
| 2015 | Hatsumori Bemars                                                                         | Sasaki                 | ep. #6                                |
| 2015 | Kamen Ride Drive: Movie Roadshow Commemoration!                                          | Eiji Tomari            |                                       |
| 2015 | To Give a Dream (Yume wo Ataeru)                                                         | Masaaki                |                                       |
| 2015 | The Kindergarten Detective (Hoiku Tantei 25-ji - Hanasaki Shinichiro wa nemurenai!!)     | Hitoshi Kamose         |                                       |
| 2014 | Fall Special (Yonimo kimyô na monogatari)                                                | -                      |                                       |
| 2014 | Yo nimo Kimyou na Monogatari: 2014 Fall Special                                          | -                      | 1 episodio - (corto: "Shadow Boxing") |
| 2005 | Team Astro (Astro Kyudan)                                                                | Shin                   |                                       |

### Películas
| Año  | Título                                                     | Personaje         | Notas                                                                                       |
| ---- | ---------------------------------------------------------- | ----------------- | ------------------------------------------------------------------------------------------- |
| 2023 | Knights of the Zodiac                                      | Seiya de Pegaso   | junto a Madison Iseman, Sean Bean, Famke Janssen y Mark Dacascos                            |
| 2021 | Brave: Gunjō Senki                                         | Aoi Nishino       | junto a Hirona Yamazaki, Haruma Miura y Ken'ichi Matsuyama                                  |
| 2020 | Rurouni Kenshin: The Beginning                             | Yukishiro Enishi  | junto a Takeru Satō, Tao Tsuchiya, Emi Takei y Munetaka Aoki                                |
| 2020 | Rurouni Kenshin: The Final                                 | Yukishiro Enishi  | junto a Takeru Satō, Tao Tsuchiya, Emi Takei y Munetaka Aoki                                |
| 2020 | Our 30 Minute Sessions                                     | Aki Miyata        | junto a Takumi Kitamura, Shōno Hayama, Shuhei Uesugi, Kiyohara Sho y Sayu Kubota            |
| 2020 | Kaiji: The Final Game                                      | Minato Hirose     | junto a Tatsuya Fujiwara, Nagisa Sekimizu, Sōta Fukushi, Kōtarō Yoshida y Suzuki Matsuo     |
| 2019 | Ni no Kuni                                                 | Haru (voz)        |                                                                                             |
| 2019 | Tokyo Ghoul S                                              | Sōta              | junto a Masataka Kubota, Maika Yamamoto, Shōta Matsuda y Nobuyuki Suzuki                    |
| 2019 | 12 Suicidal Teens                                          | Shinjirō, "No. 5" | junto a Mahiro Takasugi, Fuchino Yuto, Kanna Hashimoto, Takumi Kitamura y Riko Yoshida      |
| 2019 | Code Blue The Movie                                        | Akio Kishida      | junto a Tomohisa Yamashita, Yui Aragaki, Erika Toda, Manami Higa, Yosuke Asari y Yūko Araki |
| 2018 | Over Drive                                                 | Naozumi Hiyama    | junto a Masahiro Higashide, Aoi Morikawa, Takumi Kitamura y Keita Machida                   |
| 2018 | Impossibility Defense                                      | Asao Momose       | junto a Tori Matsuzaka, Erika Sawajiri, Shotaro Mamiya, Wada Tet y Sae Okazaki              |
| 2018 | Chihayafuru Part 3                                         | Arata Wataya      | junto a Suzu Hirose, Shūhei Nomura, Mone Kamishiraishi y Yūma Yamoto                        |
| 2018 | Pacific Rim: Uprising                                      | Ryoichi           | junto a John Boyega, Scott Eastwood, Cailee Spaeny, Rinko Kikuchi y Charlie Day             |
| 2017 | Peach Girl                                                 | Kazuya Tojigamori | junto a Kei Inoo, Mizuki Yamamoto, Mei Nagano, Yuika Motokariya y Kensei Mikami             |
| 2017 | JoJo's Bizarre Adventure: Diamond Is Unbreakable Chapter I | Okuyasu Nijimura  | junto a Kento Yamazaki, Ryūnosuke Kamiki, Nana Komatsu y Masaki Okada                       |
| 2017 | Let's Go, Jets!                                            | Kôsuke Yamashita  | junto a Suzu Hirose, Ayami Nakajo, Hirona Yamazaki, Haruka Fukuhara e Ito Kentaro           |
| 2016 | Bittersweet                                                | Atsushi Babazono  | junto a Kento Hayashi, Haruna Kawaguchi, Yasushi Fuchikami y Hiyori Sakurada                |
| 2016 | Night's Tightrope                                          | Hikaru Makise     | junto a Tsubasa Honda, Mizuki Yamamoto, Ryō Satō, Kazuya Kojima y Daikichi Sugawara         |
| 2016 | Chihayafuru Part 2                                         | Arata Wataya      | junto a Suzu Hirose                                                                         |
| 2016 | Chihayafuru Part 1                                         | Arata Wataya      | junto a Suzu Hirose, Shūhei Nomura, Mone Kamishiraishi y Yūma Yamoto                        |
| 2015 | Take a Chance                                              | Masa              |                                                                                             |
| 2015 | Kamen Rider Drive: Surprise Future                         | Eiji Tomari       | junto a Ryoma Takeuchi, Rio Uchida, Taiko Katono, Yu Inaba y Kenta Hamano                   |
| 2015 | Tadaima                                                    | George            |                                                                                             |
| 2014 | Buzz (So-On: The Five Oyaji)                               | -                 | junto a Toshifumi Muramatsu, Yoichi Nukumizu, Kazuki Kosakai, Keiko Toda y Tomohisa Yuge    |
| 2007 | Oyaji                                                      | Numata            | junto a Sonny Chiba, Yoshiko Tanaka, Hiromi Kitagawa e Hideo Sakaki                         |

### Aparición en programas
| Año  | Título              | Notas                 |
| ---- | ------------------- | --------------------- |
| 2010 | Arashi ni Shiyagare | invitado              |
| 2008 | Shabekuri 007       | invitado              |
| 2008 | Vs Arashi           | (ep. #396) - invitado |
| 2008 | Oshareism           | invitado              |

### Musicales
| Año  | Título                                                                                 | Personaje | Notas |
| ---- | -------------------------------------------------------------------------------------- | --------- | ----- |
| 2018 | Earth Gorgeous Performance vol.15 ZEROTOPIA (地球ゴージャス 公演vol.15 ZEROTOPIA 舞台) | -         |       |
| 2016 | Hana Yori Dango: The Musical (花より男子 舞台)                                         | -         |       |

### Embajador / Endorsos
| Año  | Título                | Notas                   |
| ---- | --------------------- | ----------------------- |
| 2018 | GATSBY Japanese Men's | (Embajador de la marca) |

### Anuncios
| Año  | Título             | Notas                                                |
| ---- | ------------------ | ---------------------------------------------------- |
| 2018 | GATSBY Cop         | junto a Yūya Yagira                                  |
| 2018 | NTT Docomo         | junto a Hiroki Hasegawa, Minami Hamabe y Gen Hoshino |
| 2018 | Mynavi Corporation | junto a Riko Yoshida                                 |
| 2017 | ABC-MART           |                                                      |

## Premios y nominaciones
| Año  | Categoría             | Premio                   | Trabajo            | Resultado |
| ---- | --------------------- | ------------------------ | ------------------ | --------- |
| 2018 | Best Supporting Actor | 42nd Hochi Film Award    | Overdrive          | Nominado  |
| 2017 | Newcomer of the Year  | 40th Japan Academy Prize | Chihayafuru Part 2 | Ganó      |
| 2017 | Best New Actor        | 71st Mainichi Film Award | Chihayafuru Part 2 | Nominado  |
| 2016 | Best New Artist       | 41st Hochi Film Award    | Chihayafuru Part 1 | Nominado  |
| 2015 | Best Supporting Actor | Asians On Film Festival  | Tadaima            | Ganó      |